# Gare de Pont-de-Beauvoisin
La gare de Pont-de-Beauvoisin est une gare ferroviaire française de la ligne de Saint-André-le-Gaz à Chambéry, située sur le territoire de la commune du Pont-de-Beauvoisin, dans le département de l'Isère, en région Auvergne-Rhône-Alpes. Édifiée hors du centre ville de Pont-de-Beauvoisin (Isère), elle dessert également Le Pont-de-Beauvoisin en Savoie.
C'est une gare ferroviaire de la Société nationale des chemins de fer français (SNCF), desservie par des trains TER Auvergne-Rhône-Alpes qui effectuent des relations entre Lyon-Part-Dieu, ou Saint-André-le-Gaz, et Chambéry - Challes-les-Eaux.

## Situation ferroviaire
Établie à 281 m d'altitude, la gare de Pont-de-Beauvoisin est située au point kilométrique 77,270 de la ligne de Saint-André-le-Gaz à Chambéry, entre les gares fermées de Pressins et de Domessin-le Bonnard.
Cette gare comporte un évitement qui permet le croisement des trains sur la voie unique.

## Histoire
La ligne a été ouverte le 24 septembre 1884.

## Service des voyageurs

### Accueil
Gare SNCF, elle a conservé son bâtiment voyageurs tout en devenant un point d'arrêt. Le guichet est ouvert du lundi au vendredi de 9h30 à 12h15 et de 13h30 à 18h ; elle est fermée les samedis, dimanches et jours fériés. Elle dispose d'automates pour l'achat des titres de transport, d'une salle d'attente et d'une passerelle, non couverte, permettant le passage d'un quai à l'autre.

### Desserte

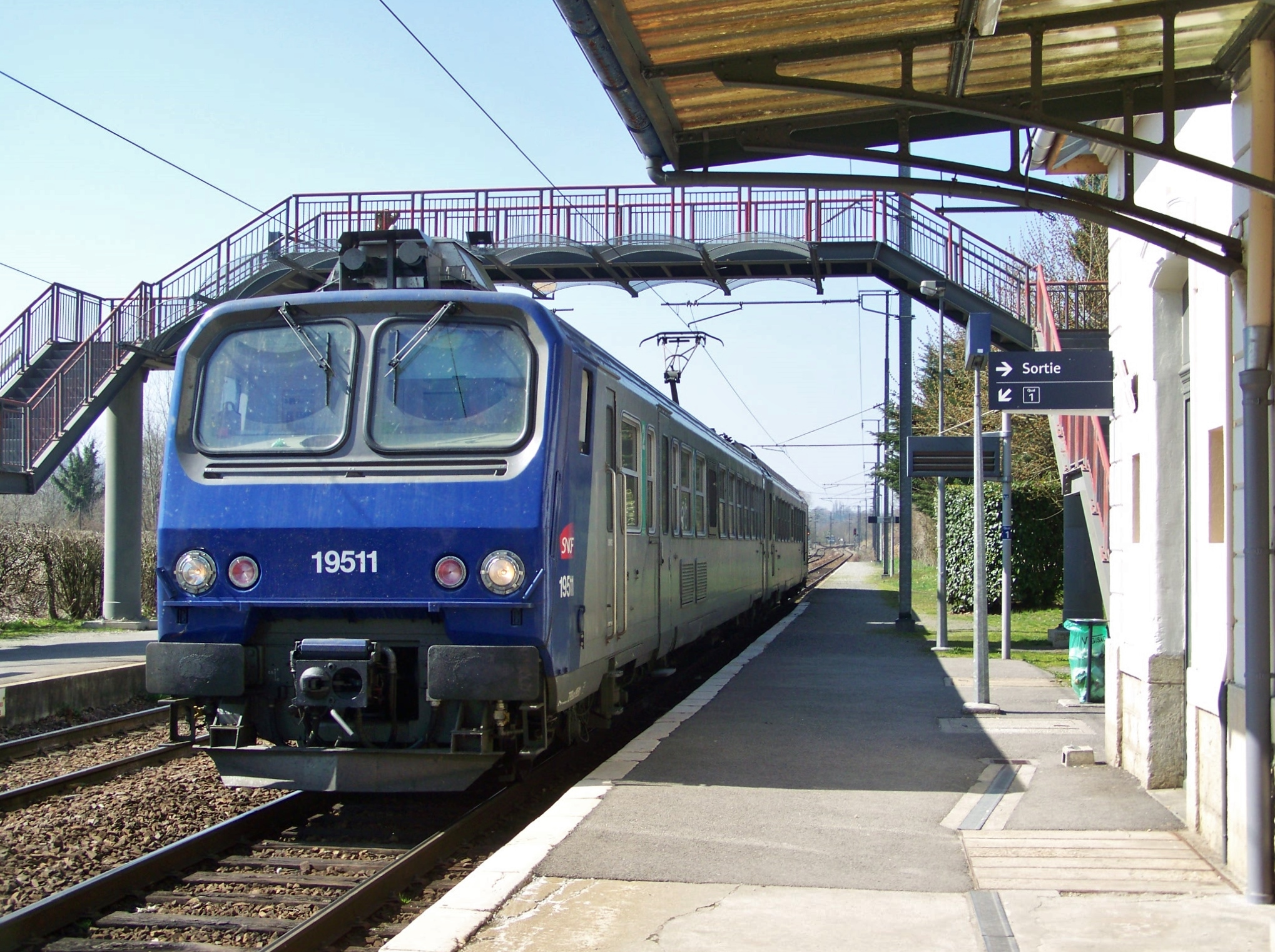
TER reliant Lyon à Chambéry en gare.

Pont-de-Beauvoisin est desservie par des trains TER Auvergne-Rhône-Alpes qui effectuent des relations entre Lyon-Part-Dieu, ou Saint-André-le-Gaz, et Chambéry - Challes-les-Eaux.

### Intermodalité
Un parc pour les vélos et un parking des deux côtés des voies pour les véhicules sont aménagés. La gare est desservie par la ligne de car TER Rhône-Alpes de La Tour-du-Pin à Chambéry - Challes-les-Eaux.